# گشتیفار
شهر گشتیفار (به مقدونی: Гостивар) با جمعیت  ۸۱٫۰۴۲   نفر  در استان پولوگ کشور جمهوری مقدونیه واقع شده‌است.